# والابی دم‌سوزنی کرس‌سنت
والابی دم‌سوزنی کرس‌سنت (نام علمی: Onychogalea lunata) نام یک گونه منقرض‌شده از سرده والابی دم‌سوزنی است.